# علی آستانی
علی آستانی (زاده ۳۰ اسفند ۱۳۷۵ - اردبیل) بازیکن فوتبال اهل ایران است.
او پیش از این برای باشگاه‌های باشگاه فوتبال شهرداری اردبیل در رده نوجوانان و باشگاه فوتبال ذوب‌آهن اردبیل در رده جوانان بازی کرده‌است. آستانی سابقه عضویت در تیم ملی فوتبال جوانان ایران را دارد و جزو بازیکنان منتخب برای اعزام به جام جهانی فوتبال زیر ۱۷ سال نیز بوده‌است.
علی آستانی فوتبالیست سرعینی بعنوان جوانترین بازیکن پرسپولیس در لیگ برتر با پرسپولیس قرارداد بست. 94.03.23 